# Stazione di Poggiomarino
Stazione di Poggiomarino vasútállomás Olaszországban, Poggiomarino településen.

## Vasútvonalak
Az állomást az alábbi vasútvonalak érintik:
- Nápoly–Ottaviano–Sarno-vasútvonal
- Napoli-Pompei-Poggiomarino-vasútvonal

## Kapcsolódó állomások
A vasútállomáshoz az alábbi állomások vannak a legközelebb:
- Stazione di Striano (Stazione di Sarno (Circumvesuviana), Nápoly–Ottaviano–Sarno-vasútvonal)
- Stazione di Flocco (Stazione di Napoli Porta Nolana, Nápoly–Ottaviano–Sarno-vasútvonal)
- Stazione di Cangiani (Stazione di Napoli Porta Nolana, Napoli-Pompei-Poggiomarino-vasútvonal)